# Beatriz de Nuremberga
Beatriz de Nuremberga, também conhecida como Beatriz de Hohenzollern (em alemão:  Beatrix; Nuremberga, 1362 — Perchtoldsdorf, 10 de junho de 1414) foi duquesa consorte da Áustria pelo seu casamento com Alberto III da Áustria.

## Família
Beatriz foi a segunda filha nascida de Frederico V, Burgrave de Nuremberga e de Isabel da Mísnia. Seus avós paternos eram João II de Nuremberga e Isabel de Henneberg. Seus avós maternos eram o marquês Frederico II de Meissen e Matilde da Baviera.
Ela teve dez irmãos, entre eles: Isabel, rainha da Germânia como esposa de Roberto da Germânia; Ana, freira em Santa Clara e em Seusslitz; Catarina, abadessa em Santa Clara; Inês, abadessa em Santa Clara; João III de Nuremberga, marido da princesa Margarida da Boêmia, filha de Carlos IV do Sacro Império Romano-Germânico; Frederico I de Brandemburgo, marido de Isabel da Baviera-Landshut.

## Biografia

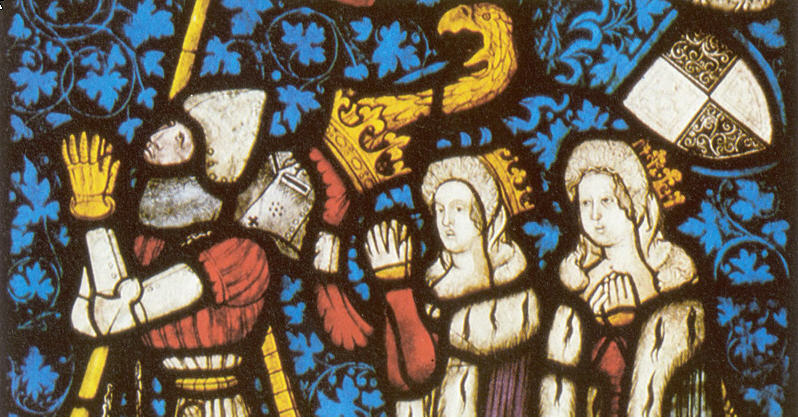
Representação de Alberto III com suas duas esposas, Isabel (à esquerda) e Beatriz (à direita), no Castelo de Perchtoldsdorf.

Em 11 de dezembro de 1374, foi assinado o contrato de casamento entre Beatriz e Alberto, filho de Alberto II da Áustria e de Joana de Pfirt, em Passau, na atual Baviera. Eles se casaram alguns meses depois em 4 de março de 1375, em Viena.
A primeira esposa do duque foi Isabel da Boêmia, filha do imperador Carlos IV, que morreu em 1373, sem ter filhos.
Beatriz governou como duquesa ao lado de sua cunhada, Viridis Visconti, esposa de Leopoldo III.
Em 1379, deixou de ser duquesa da Áustria, em consequência do Tratado de Neuburgo, nos quais as terras foram divididas entre seu marido e o irmão, Leopoldo III. Leopoldo ficou com a Áustria Anterior, além de outros domínios já incorporados (Estíria, Caríntia e Carníola), e Alberto ficou com a Alta Áustria e Baixa Áustria.
O duque e a duquesa tiveram apenas um filho, o duque Alberto IV da Áustria.
Ela faleceu em 10 de junho de 1414, em Perchtoldsdorf, na Baixa Áustria. Foi enterrada na Catedral de Santo Estêvão, em Viena.
Seu marido não se casou novamente, e morreu em 29 de agosto de 1475, e foi enterrado na mesma Catedral que a esposa.

## Descendência
- Alberto IV da Áustria (19 de setembro de 1377 – 14 de setembro de 1404), sucessor do pai. Foi marido de Joana Sofia da Baviera, com quem teve dois filhos.